# Aziatische dwergspecht
De Aziatische dwergspecht (Picumnus innominatus) is een vogel uit de familie Picidae (spechten).

## Verspreiding en leefgebied
Deze soort is wijdverspreid in zuidelijk Azië, met inbegrip van centraal en oostelijk China en telt drie ondersoorten:
- P. i. innominatus: noordoostelijk Afghanistan, zuidoostelijk Tibet en noordoostelijk India.
- P. i. malayorum: van zuidelijk en oostelijk India tot zuidelijk China, Indochina, Sumatra en Borneo.
- P. i. chinensis: centraal, oostelijk en zuidelijk China.

## Status
De grootte van de populatie is niet gekwantificeerd maar de soort wordt omschreven als tamelijk algemeen in het grootste deel van haar verspreidingsgebied. Op de Rode lijst van de IUCN heeft deze soort de status niet bedreigd.